# Gunga Din
Gunga Din è uno dei poemi più conosciuti di Rudyard Kipling che lo pubblicò nel 1892. Una prima versione dello scritto poetico era già apparsa in un numero del The National Observer del 1890.
Da tale poema, ambientato in un contesto di vita militare, è stato tratto il film omonimo d'avventura del 1939 e il successivo adattamento del 1961 (Sergeants Three) con l'impiego del gruppo del Rat pack.
Il poema è ricordato soprattutto in funzione dell'ultimo verso, spesso oggetto di citazioni:
Il testo riflette - in visione soggettiva - il pensiero di un soldato inglese nell'India coloniale ma ha come protagonista Gunga Din, un portatore d'acqua indiano che sacrifica la sua vita per salvare soldati britannici. Al pari di altre opere di Kipling, anche questa celebra le virtù di personaggi minori e di origine non europea. In questo caso, le truppe di fanteria britanniche nelle colonie britanniche sono viste - con sguardo pietoso - come una classe di scarsa sensibilità.
A parere di taluni la figura di Gunga Din è rapportabile a quella dello zio Tom in La capanna dello zio Tom (Uncle Tom's cabin) di Harriet Beecher Stowe. Come locuzione, Gunga Din è occasionalmente usato nella cultura nordamericana per indicare persone di discendenza sud-asiatica.

## Al cinema e in televisione
Il poema ha ispirato nel 1939 il film d'avventura prodotto dalla RKO Radio Pictures interpretato da Cary Grant, Victor McLaglen, Douglas Fairbanks Jr., Joan Fontaine e Sam Jaffe nel ruolo di Gunga Din.
Una breve versione a cartoni animati del poema e del film è stata fatta per la televisione in un episodio di The Famous Adventures of Mr. Magoo, andato in onda fra il 1964 ed il 1965, in cui il popolare personaggio ricopre la parte del protagonista (nella versione originale a prestargli la voce è lo stesso attore,  Jim Backus, che ha doppiato l'intera serie).
In Sergeants Three, con il Rat Pack, si è voluta fare una sorta di remake del film del 1939: la scena è stata tuttavia trasportata dalle colonie britanniche in India al Far West.  Il ruolo di Gunga Din, originariamente interpretato da Sam Jaffe, è stato in questo caso coperto da Sammy Davis Jr.. A differenza di quanto accade nella versione originale del film, il personaggio interpretato da Davis, sebbene ferito, riesce a sopravvivere mentre i suoi compagni riescono a sfuggire a loro volta a una trappola mortale.

## Gunga Dinnella cultura anglosassone
Gunga Din appartiene prevalentemente alla cultura anglosassone. Tuttavia, è menzionato anche in una canzone italiana: Amerigo, incisa nel 1978 da Francesco Guccini  nell'album omonimo (L'America era allora per me provincia dolce,  mondo di pace,/ perduto paradiso, malinconia sottile, nevrosi lenta, / e Gunga Din e Ringo,  gli eroi di Casablanca e di Fort Apache...).
Il nome di Gunga Din ricorre talvolta in altri àmbiti, come ad esempio nel mondo della musica, anche in rapporto a taluni strumenti a fiato di scarsa qualità, prodotti in India, che sono qualificati, in senso spregiativo, con questo nome.
The Ballad of Gunga Din è poi il titolo di un brano inciso da Jim Croce nel 1966, inserito negli album Facets (anch'esso del 1966) e The Faces I've Been (pubblicato nel 1975).
Gunga Din è il titolo di una canzone del 1969 scritta per The Byrds da uno dei suoi componenti, Gene Parsons.
La band UFO ha utilizzato l'ultimo verso del poema nel brano che dà il titolo all'album Flying del 1971. Il medesimo verso compare nella canzone intitolata Gunga Din, nell'album da solista del 1998 del cantante Ian Gillan dei Deep Purple.
The Gunga Din Highway è il titolo di una novella di Frank Chin, uno scrittore polemista cino-americano autore di lavori per il teatro e di fiction televisive.
In Hellboy, il partner di Hellboy, Roger, sceglie la via del sacrificio pronunciando la storica frase: You're a better man than I, Gunga Din.
Il celebre film del 1939 è citato in una particolare versione della canzone di Bob Dylan  - You Ain't Goin' Nowhere - incisa per il Greatest Hits Vol- 2. Da notare che tale brano - ricco di spunti onirici e citazioni storiche, come quella a Gengis Khan - è stato ripreso successivamente dai Byrds, da Joan Baez e da altri gruppi country.
La band di rock alternativo Bloodhound Gang nel 1995 ha prodotto la canzone Legend in My Spare Time che include il verso: When I'm feelin' Oriental, I gotta rub my chin, I'm gonna hold my water in like I'm Gunga Din.
La canzone That's The Way Love Is, scritta e interpretata dal popolare cantante Bobby Darin (che la registrò nel 1958), contiene un verso che recita: If you come up with the answer / You're a better man, sir, / Than I, Gunga Din.
The Gunga Dins è il nome di un gruppo musicale punk/alternative di Springfield, Illinois.
Nel serial de I Soprano, Livia Soprano, in rapporto al suo consumo di acqua, pronuncia la frase: I'm living next door to Gunga Din! (pressappoco: vivo nella casa accanto di Gunga Din!).
Il poema di Kipling è inoltre fonte di parodia in Gunga Dot, titolo di un episodio di Animaniacs, mentre nel film del 2006 The Contract numerosi sono i riferimenti a Gunga Din.
In Magnificent Muttley, tema musicale del cartoon Dastardly and Muttley in Their Flying Machines,  Dick Dastardly canta con fare suadente a Muttley: You're not Robin Hood, and you're not Gunga Din (ovvero: Tu non sei Robin Hood e neanche Gunga Din, adattato nell'edizione italiana come Non sei Robin Hood, né il gran Gunga Din).
Nel fumetto Watchmen, una immaginaria catena di fast food fondata da un indiano è chiamata Gunga Diner.
Il 2 luglio 2015 The Libertines, dopo circa 10 anni di silenzio, lanciano online il video di Gunga Din, il primo singolo del nuovo album Anthems for Doomed Youth. Nel ritornello ricorre la citazione di Rudyard Kipling :
"Oh, the road is long 
If you stay strong
You're a better man than I
You've been beaten and flayed
Probably betrayed
You're a better man than I".